# Cnemotrupes occidentalis
Cnemotrupes occidentalis is een keversoort uit de familie mesttorren (Geotrupidae). De wetenschappelijke naam van de soort werd in 1880 gepubliceerd door George Henry Horn.